# 時子山常三郎
時子山 常三郎（とこやま つねさぶろう、1900年〈明治33年〉4月9日 - 1984年〈昭和59年〉6月26日）は、日本の経済学者。早稲田大学第9代総長。日本私立大学連盟第5代会長。
長男は元一橋大学経済学部教授で計量経済学者の時子山和彦。

## 来歴
1900年4月8日、大阪府堺市に生まれる。旧制桃山中学校（現・桃山学院中学校・高等学校）卒業。早稲田大学附属第一高等学院文科（政経）、早稲田大学政治経済学部経済学科を経て、1927年4月、早稲田大学大学院（財政学・統計学専攻）に進学し、1929年3月まで在籍する。1933年4月から在外研究員としてアメリカ合衆国・ドイツに留学する。
1939年4月から早稲田大学専門部政治経済科教授に、1940年2月から同大学政治経済学部教授に、1949年4月から第一・第二政治経済学部教授および同学部長になる。
1959年、桃山学院大学経済学部教授に就任（早稲田大学教授と兼任）。
1960年3月、経済学博士（旧制）の学位を受ける。
1968年6月、早稲田大学総長に就任する。1970年10月、任期満了により総長を退任する。1971年3月、早稲田大学教授を定年退職する。
1969年5月、漢陽大学校から名誉博士の称号を受ける。
1984年6月26日に亡くなり、6月28日に真珠院において葬儀が、7月16日に大隈講堂において合同葬が行われる。

## 人物
早稲田大学総長として先代・阿部賢一総長に引き続き大学紛争の解決に力を注ぎ、また大学史の編纂事業を手がけた。時子山は、早稲田大学百年史の編纂に着手するにあたり、大隈重信が早稲田大学を創設する際、模範としたバージニア大学に書簡を送り、社史編纂への支援を依頼した。それまで友好関係がなかったバージニア大学からの協力を取り付け、トーマス・ジェファーソンのバージニア大学創設理念を含む大学史資料の提供を受けるなど、友好関係の構築を行った。
早稲田大学雄弁会の学生弁論大会で優勝した海部俊樹（後の第76・77代内閣総理大臣）を「海部の前に海部なし、海部の後に海部なし」と評した。

## 著書

### 単著
- 『協同主義経済観』協同主義協会、1948年5月。 NCID BA40694667。全国書誌番号:60006910。
- 『社会経済史学の根本問題』研進社、1949年1月。
- 『ユートピア社会主義と科学的社会主義』前野書店、1949年1月。 NCID BA77300419。
- 『現代の診断 原子力時代の世界史観』協同組合懇話会〈協同主義叢書 3〉、1955年9月。全国書誌番号:55009120。
- 『主要諸国の戦後財政 軍事費の分析を中心として』東洋経済新報社、1956年4月。 NCID BN08509470。
- 『資本主義・社会主義・協同主義』協同組合懇話会〈協同主義叢書 6〉、1956年5月。全国書誌番号:56009366。
- 『財政本質論』東洋経済新報社、1960年4月。 NCID BN09308838。全国書誌番号:60006669。
- 『財政学』文真堂、1966年5月。 NCID BN03118705。
- 『父母の皆さまへ』早稲田大学、1968年8月。
- 『学生諸君へ』早稲田大学、1968年9月。
- 『早稲田生活半世紀』早稲田大学出版部、1973年6月。 NCID BN04977262。全国書誌番号:89015406。
- 『私学の諸問題 早稲田生活半世紀抄』桃山学院創立90周年記念事業委員会、1974年11月。
- 『日本と世界連邦 平和憲法を護持して世界に生きる道』時子山常三郎先生の半寿を祝う会、1981年11月。

### 翻訳
- ニコラス・カルドア『総合消費税』時子山常三郎監訳、東洋経済新報社、1963年11月。 NCID BN05256721。全国書誌番号:63010037。

### 編集
- 『主要諸国の戦後財政 軍事費の分析を中心として』東洋経済新報社、1956年4月。 NCID BN08509470。全国書誌番号:56007099。